# Marguerite Laborde
Marguerite Laborde (Auloron e Senta Maria, 15 de maig de 1880 - 1973) va ser una escriptora francesa coneguda pel pseudònim Andrée Béarn.

## Biografia
Maria Marguerite Laborde va néixer a Auloron e Senta Maria en una família de la petita burgesia i va tenir dues germanes: Marie i Augusta. El 1906 va començar a publicar articles en premsa local; entre d'altres les revistes Pyrenées-Océan illustré (de Tarba) i Arts et Lettres (de Tolosa de Llenguadoc). Entre els seus llibres publicats hi ha Les Méndiants d'Impossible (Tolosa de Llenguadoc: Bibliothèque de «Poésie», 1910).
Va estar molt vinculada a la cultura catalana pel seu matrimoni amb el pintor català Alexandre de Riquer, a qui va conèixer a través d'Octave Uzanne, bibliòfil francès amic de la seva germana Augusta. Després del seu primer viatge a Barcelona, l'hivern de 1909, Marguerite Laborde va publicar tres articles amb el títol genèric «L'hiver au soleil (Barcelona)», que va dedicar a Alexandre de Riquer, amb qui va casar-se el 4 setembre de 1911 a Auloron e Senta Maria. Es van establir a Barcelona en el carrer de la Freneria, on ell ja vivia. Riquer era un vidu de cinquanta-quatre anys amb fills del seu anterior matrimoni i el 1912, Marguerite Laborde i ell en van tenir un altre, Jean, que seria artista i explorador. S'havia dit que la incompatibilitat sorgida entre una filla de Riquer —Emilia— i Laborde va fer que el 1914 se separessin, però el cert és que fins a 1916 van viure junts. El 1917 Riquer va deixar Barcelona i va anar a viure a Mallorca, i el 1919 Laborde va anar a estar-se amb ell a Mallorca.
Abans del seu matrimoni, Marguerite Laborde havia fet ja un parell d'estades a Barcelona; de la més llarga, de desembre de 1910 a març de 1911, se'n saben més coses perquè era ja coneguda per una part de la intel·lectualitat catalana, com ara els participants en la tertúlia de la Maison Dorée que, abans del seu retorn a França, van oferir-li un banquet de comiat. A més dels articles que ja havia publicat l'any 1909 sobre Barcelona, després del segon viatge en va publicar pel cap baix deu més «sobre la gent, els costums i els monuments de la Ciutat Comtal». Així els comenta Eliseu Trenc:
| «                                               | Per a Andrée Béarn aquest viatge es transforma en una mena de somni, un paradís de llum i de colors a través d’unes valls obertes entre les muntanyes de Sant Llorenç i Montserrat. L’escriptora francesa sap descriure amb molta finesa el cel, la llum, els reflexos del sol sobre l’aigua dels rius, les roques, com ho demostra igualment en l’altre article intitulat també Au pays du soleil, que comença per una evocació de les muntanyes de flors de les Rambles, de les flors salvatges de Vallvidrera i del Tibidabo i les del cementeri de Montjuïc, que descriu més com un parc que un «Campo Santo». L’altre element de Barcelona que li encanta, amb el sol, és el mar que contempla de la terrassa de Miramar, el port, els pescadors de la Barceloneta. Nota que a la burgesia no li agrada el mar, el port i que els deixa al poble, i Andrée Béarn, en conclusió, es felicita d’aquest abandó. | » |
| — Eliseu Trenc, Andrée Bearn i Barcelona (2109) | |   |

Laborde era assídua tertuliana de l'establiment Els Quatre Gats de Barcelona i va conèixer Joan Maragall, amb qui va mantenir una relació epistolar. S'ha suggerit que podria haver inspirat a Maragall el seu personatge Haidé. Això significaria que s'haurien conegut abans de 1904, que és quan el personatge apareix en la poesia de Maragall, però no hi ha proves que Laborde hagués estat a Barcelona abans del viatge que hi va fer l'any 1909. També va escriure articles per a publicacions barcelonines, entre les quals Feminal, que era el suplement de la Il·lustració Catalana que dirigia Carme Karr.